# Anypodetus fascipennis
Anypodetus fascipennis là một loài ruồi trong họ Asilidae. Anypodetus fascipennis được Engel miêu tả năm 1924.